# Ostatni cesarz
Ostatni cesarz (ang. The Last Emperor) – brytyjsko-francusko-hongkońsko-włoski film biograficzny z 1987 roku w reżyserii Bernarda Bertolucciego. Film opowiada historię życia Puyi, ostatniego cesarza Chin.

## Obsada
- John Lone jako cesarz Puyi / Henry Pu Yi
  - Richard Vuu jako Puyi w wieku 3 lat
  - Tsou Tijger jako Puyi w wieku 8 lat
  - Tao Wu jako Puyi w wieku 15 lat
- Joan Chen – cesarzowa Wanrong/Elizabeth
- Peter O’Toole jako Reginald Johnston
- Ying Ruocheng jako naczelnik więzienia
- Victor Wong jako Chen Baochen
- Dennis Dun jako Big Li
- Ryūichi Sakamoto jako Amakasu
- Maggie Han jako Klejnot Wschodu
- Ric Young jako śledczy
- Vivian Wu – Wenxiu, II małżonka cesarza
- Cary-Hiroyuki Tagawa jako Chang
- Jade Go jako Ar Mo
- Fumihiko Ikeda jako płk Yoshioka
- Fan Guang jako Pujie
  - Henry Kyi jako Pujie w wieku 7 lat
  - Alvin Riley III jako Pujie w wieku 14 lat
- Lisa Lu jako cesarzowa wdowa Cixi
- Hideo Takamatsu jako Takashi Hishikari
- Basil Pao jako książę Chun
- Henry O jako  Lord szambelan

## Nagrody
- Złoty Glob dla Najlepszego filmu dramatycznego (1988)
- BAFTA dla Najlepszego filmu (1989)
- Nagrody Akademii Filmowej (Oscary):

| Status  | Nagroda                         | Zwycięzca/Nominowany                                                |
| ------- | ------------------------------- | ------------------------------------------------------------------- |
| nagroda | Najlepszy Film                  | Jeremy Thomas (producent)                                           |
| nagroda | Najlepszy Reżyser               | Bernardo Bertolucci (reżyser)                                       |
| nagroda | Najlepszy Scenariusz Adaptowany | Mark Peploe (scenarzysta) Bernardo Bertolucci (scenarzysta)         |
| nagroda | Najlepsze Zdjęcia               | Vittorio Storaro (Operator)                                         |
| nagroda | Najlepsza Muzyka                | Ryūichi Sakamoto David Byrne Su Cong (kompozytorzy)                 |
| nagroda | Najlepszy Dźwięk                | Bill Rowe (dźwiękowiec) Ivan Sharrock (dźwiękowiec)                 |
| nagroda | Najlepsze Kostiumy              | James Acheson (kostiumolog)                                         |
| nagroda | Najlepsza Scenografia           | Ferdinando Scarfiotti Bruno Cesari Osvaldo Desideri (scenografowie) |
| nagroda | Najlepszy Montaż                | Gabriella Cristiani (montażystka)                                   |